# Similiparma
Similiparma è un genere di pesci marini appartenenti alla famiglia Pomacentridae e alla sottofamiglia Pomacentrinae.

## Distribuzione e habitat
Questo genere è endemico delle aree tropicali e, in parte, subtropicali, dell'Oceano Atlantico orientale lungo le coste africane comprese le isole Canarie, Capo Verde, Azzorre e Madera.
Sono pesci strettamente costieri, vivono su fondi di scogli spesso in prossimità di aree sabbiose.

## Descrizione
Le dimensioni non superano i 16 cm. 

## Biologia
Si nutrono di alghe e di piccoli invertebrati bentonici. Le uova vengono deposte sul fondo e il maschio sorveglia e ossigena la covata.

## Tassonomia
La specie S. lurida era in passato attribuita al genere Abudefduf.
Il genere comprende 2 specie:
- Similiparma hermani
- Similiparma lurida